# Teatr Scala w Warszawie
Teatr Scala w Warszawie – żydowski teatr w Warszawie
Placówka kulturalna przy Dzielnej 1 róg Dzikiej (Zamenhofa). Jedna z najbardziej znanych  przedwojennych scen żydowskich. Teatr grał w jidysz. 
W  maju 1938 odbywał się tam (oraz w Teatrze Nowości) XX zjazd Związku Artystów Scen Żydowskich. W teatrze w maju 1935 roku grano komedię muzyczną  "Kenigin Bin Ich" z muzyką D. Bajgelmana. W 1939 wystawiano rewię "Nadir un Wajn Nyszt".
Teatr użyczał też sceny żydowskim teatrom kabaretowym.